# Josias Lukembila
Josias Tusevo Lukembila (* 9. September 1999 in Lausanne) ist ein schweizerisch-kongolesischer Fussballspieler.

## Karriere

### Verein
Lukembila spielte in der Jugendabteilung des FC Lausanne-Sport, beziehungsweise bei dessen Nachwuchsgruppierung Team Vaud. Ab 2016 spielte er bei der zweiten Mannschaft der Lausanner. 2019 bekam Lukembila seinen ersten Profivertrag und spielte aufgrund des Aufstiegs seines Vereins ab Sommer 2020 auch in der höchsten Schweizer Liga. Im Februar 2021 erzielte Lukembila seinen ersten Treffer für die Waadtländer gegen den FC Basel. Ende August 2021 wechselte Lukembila zum Zweitligisten FC Wil. Bereits wenige Tage später feierte Lukembila sein Debüt im Dress der Wiler gegen den SC Kriens und steuerte sogleich eine Vorlage bei. Am 11. September 2021 erzielte Lukembila seinen ersten Treffer für die Wiler.
Im September 2023 wechselte Lukembila zum Paris FC in der französischen Ligue 2. Sein Vertrag in Wil wäre noch bis 2025 gelaufen. In seiner ersten Saison bestritt er 29 Ligaspiele für den Verein, davon die Mehrheit als Startelfspieler, und scheiterte mit der Mannschaft in den Aufstiegsspielen am Aufstieg. Zu Beginn der Saison 2024/25 kam er an den ersten beiden Spieltagen nur zu Kurzeinsätzen nach Einwechslung, woraufhin er Ende August 2024 für den Rest der Spielzeit leihweise in die Schweiz zum FC Winterthur in der Super League zurückkehrte. Hier debütierte er am 22. September 2024 im Heimspiel gegen die Young Boys Bern und spielte zunächst meistens in der Startelf. Ab Dezember kam er nur noch zu Teileinsätzen.

### Nationalmannschaft
Lukembila absolvierte zwischen Juni und November 2019 sechs Spiele für die U20-Auswahl des Schweizerischen Fussballverbands.